# Jättebäver
Jättebävern (Castoroides ohioensis) levde i nuvarande Nordamerika under pleistocen tid och dog ut för cirka 10 000 år sedan. Den kunde bli stor som en svartbjörn med en längd upp till 2,2 m och en vikt upp till 125 kg.
I samma släkte beskrevs ytterligare en art, Castoroides leiseyorum, som levde i sydöstra Nordamerika.
Fossil har hittats i provinserna Ontario och Yukon i Kanada. De flesta fossil har hittats i mellanvästern i USA, framförallt i Ohio, Minnesota, Indiana, och Wisconsin. Kvarlevorna är 300 000 till 12 000 år gamla.
Skillnaden mellan moderna bävrar och jättebävrar är inte bara kroppsstorleken, utan även att moderna bävrar har mejsellika tänder utmärkta för att gnaga på trä, medan jättebäverns tänder var längre, cirka 15 cm långa, och bredare. Dessutom måste jättebäverns svans ha varit smalare och bakbenen kortare.
Enligt olika studier från senare 1900-talet saknade arten förmåga att fälla träd med framtänderna.
De första fossilen efter jättebävrar upptäcktes år 1837 i ett kärr i Ohio, varav namnet ohioensis. Ingenting är känt om huruvida de byggde bon liknande de som moderna bävrar bygger. I Ohio har man funnit spår som skulle kunna tolkas som härrörande från ett jättebäverbo som var 1,50 m högt och 2,5 m i diameter och byggt av trädstammar med en diameter upp till 7,5 centimeter och kvistar.
Det är inte exakt utrett varför arten dog ut men jakt från förhistoriska människor utpekas som en möjlig orsak.